# Хайнрих IX фон Гера
Хайнрих IX „Средни“ фон Гера (на немски: Heinrich IX 'der Mittlere' Herr von Gera; * 4 януари 1406; † пр. 21 август 1482) от фамилията Ройс е господар на Гера, Лобенщайн, Заалбург и Нордхалбен (1426 – 1482).
Той е вторият син син (от 6 деца) на фогт Хайнрих VII фон Гера (1341 – 1420) и втората му съпруга графиня Лутруда фон Хонщайн († 1446), дъщеря на граф Дитрих VI фон Хонщайн-Херинген († 1393) и Лутруд фон Мансфелд-Кверфурт († сл. 1394). Брат е на Хайнрих VIII „Стари“ фон Гера (1404 – 1426, битката при Аусиг), господар на Гера, Бургк и Райхенфелс (1420 – 1426), и на Хайнрих X „Млади“ фон Гера-Шлайц (1415 – 1451/1452), господар на Гера и Шлайц (1449 – 1452).
Хайнрих IX „Средни“ фон Гера получава при подялбата на страната през 1425 г. господствата Гера, Лобенщайн, Заалбург и Нордхалбен. През 1461 г. той прави поклонение до Йерусалим.
Хайнрих IX „Средни“ фон Гера умира на 76 години пр. 21 август 1482 г.

## Фамилия
Хайнрих IX „Средни“ фон Гера се жени ок. 17 февруари 1435/пр. 5 май 1439 г. за Мехтилд фон Шварцбург-Вахсенбург († сл. 24 април 1446/† сл. 4 август 1456), дъщеря на граф Гюнтер XXXII фон Шварцбург-Вахсенбург († 1450) и Мехтилд фон Хенеберг-Шлойзинген († 1435/1444), дъщеря на граф Хайнрих XI фон Хенеберг-Шлойзинген († 1405) и маркграфиня Матилда фон Баден (1368 – 1425). Те имат седем деца:
- Хайнрих фон Гера († сл. 3 април 1451), каноник в „Св. Ламберт“ в Лютих (1446)
- Хайнрих XI „Стари“ фон Гера († 27 септември 1508, Гера), господар на Гера и Роксбург (1482 – 1508)
- Хайнрих XII фон Гера-Шлайц „Средния“ († 26 август 1500), господар на Шлайц (1482 – 1500), женен за Хедвиг фон Мансфелд († сл. 1477), дъщеря на граф Фолрад II фон Мансфелд (1380 – 1450) и херцогиня Маргерита от Силезия-Саган-Прибус († 1491)
- Хайнрих XIII „Младия“ († пр. 1 октомври 1489), граф, господар на Гера, Лобенщайн, Заалбург, Бургк, Нордхалбен и Хартенщайн (1482 – 1489)
- Бригита фон Гера († сл. 1490), омъжена пр. 1449 г. за граф Хайнрих XXV фон Шварцбург-Лойтенберг (* 1412; † 1463, Лойтенберг)
- Катарина фон Гера († сл. 22 май 1494), монахиня в Кроншвиц
- Метце/Мехтилд фон Гера († пр. 13 май 1478), омъжена за Бернхард фон Торгау († 10 май/16 юни 1478)